# Харклесс, Элайджа
Элайджа Харклесс (англ. Elijah Harkless; род. 3 февраля 2000, Сан-Бернардино, Калифорния) — американский профессиональный баскетболист клуба НБА «Юта Джаз».

## Профессиональная карьера

### Онтэрио Клипперс (2023–2024)
После того, как Харклесс не был выбран на драфте НБА 2023 года, он присоединился к «Онтэрио Клипперс» 30 октября 2023 года. Он сыграл 20 игр и в среднем набирал 11,6 очков, 3,9 подборов, 3,2 передач и 1,0 перехвата за 22,6 минут, при этом реализовывая 47,5% бросков с игры.

### Саскатун Рэттлерс (2024)
25 апреля 2024 года Харклесс подписал контракт с «Саскатун Рэттлерс» из Канадской элитной баскетбольной лиги, где он сыграл 27 игр и в среднем набирал 11,4 очков, 3,7 подборов, 2,9 передач и 1,0 перехвата за 20,7 минут. 25 июля он был расстался с «Рэттлерс».

### Сан-Диего Клипперс (2024)
4 сентября 2024 года, после игры за «Лос-Анджелес Клипперс» в Летней лиге НБА 2024 года, Харклесс подписал контракт с клубом. Однако 26 сентября его отчислили, а 9 октября он подписал контракт повторно. Всё же 19 октября его снова отчислили. 28 октября он присоединился к «Сан-Диего Клипперс».

### Юта Джаз / Солт-Лейк-Сити Старз (2025–настоящее время)
1 января 2025 года Харклесс подписал двусторонний контракт с «Ютой Джаз».

## Статистика

### Статистика в НБА
| Сезон                                                                                    | Команда | Регулярный сезон | Регулярный сезон | Регулярный сезон | Регулярный сезон | Регулярный сезон | Регулярный сезон | Регулярный сезон | Регулярный сезон | Регулярный сезон | Регулярный сезон | Регулярный сезон | Серия плей-офф | Серия плей-офф | Серия плей-офф | Серия плей-офф | Серия плей-офф | Серия плей-офф | Серия плей-офф | Серия плей-офф | Серия плей-офф | Серия плей-офф | Серия плей-офф |
| Сезон                                                                                    | Команда | GP               | GS               | MPG              | FG%              | 3P%              | FT%              | RPG              | APG              | SPG              | BPG              | PPG              | GP             | GS             | MPG            | FG%            | 3P%            | FT%            | RPG            | APG            | SPG            | BPG            | PPG            |
| ---------------------------------------------------------------------------------------- | ------- | ---------------- | ---------------- | ---------------- | ---------------- | ---------------- | ---------------- | ---------------- | ---------------- | ---------------- | ---------------- | ---------------- | -------------- | -------------- | -------------- | -------------- | -------------- | -------------- | -------------- | -------------- | -------------- | -------------- | -------------- |
| 2024/25                                                                                  | Юта     | 10               | 0                | 13,8             | 31,4             | 28,0             | 50,0             | 2,1              | 0,8              | 1,0              | 0,1              | 3,2              | Не участвовал  | Не участвовал  | Не участвовал  | Не участвовал  | Не участвовал  | Не участвовал  | Не участвовал  | Не участвовал  | Не участвовал  | Не участвовал  | Не участвовал  |
|                                                                                          | Всего   | 10               | 0                | 13,8             | 31,4             | 28,0             | 50,0             | 2,1              | 0,8              | 1,0              | 0,1              | 3,2              | Не участвовал  | Не участвовал  | Не участвовал  | Не участвовал  | Не участвовал  | Не участвовал  | Не участвовал  | Не участвовал  | Не участвовал  | Не участвовал  | Не участвовал  |
| Наведите курсор мыши на аббревиатуры в заголовке таблицы, чтобы прочесть их расшифровку. |         |                  |                  |                  |                  |                  |                  |                  |                  |                  |                  |                  |                |                |                |                |                |                |                |                |                |                |                |

### Статистика в Джи-Лиге
| Сезон                                                                                    | Команда              | Регулярный сезон | Регулярный сезон | Регулярный сезон | Регулярный сезон | Регулярный сезон | Регулярный сезон | Регулярный сезон | Регулярный сезон | Регулярный сезон | Регулярный сезон | Регулярный сезон | Серия плей-офф | Серия плей-офф | Серия плей-офф | Серия плей-офф | Серия плей-офф | Серия плей-офф | Серия плей-офф | Серия плей-офф | Серия плей-офф | Серия плей-офф | Серия плей-офф |
| Сезон                                                                                    | Команда              | GP               | GS               | MPG              | FG%              | 3P%              | FT%              | RPG              | APG              | SPG              | BPG              | PPG              | GP             | GS             | MPG            | FG%            | 3P%            | FT%            | RPG            | APG            | SPG            | BPG            | PPG            |
| ---------------------------------------------------------------------------------------- | -------------------- | ---------------- | ---------------- | ---------------- | ---------------- | ---------------- | ---------------- | ---------------- | ---------------- | ---------------- | ---------------- | ---------------- | -------------- | -------------- | -------------- | -------------- | -------------- | -------------- | -------------- | -------------- | -------------- | -------------- | -------------- |
| 2023/24                                                                                  | Онтэрио Клипперс     | 27               | 4                | 20,9             | 49,8             | 41,9             | 75,0             | 3,7              | 2,5              | 1,0              | 0,2              | 11,4             | Не участвовал  | Не участвовал  | Не участвовал  | Не участвовал  | Не участвовал  | Не участвовал  | Не участвовал  | Не участвовал  | Не участвовал  | Не участвовал  | Не участвовал  |
| 2024/25                                                                                  | Сан-Диего Клипперс   | 18               | 8                | 27,1             | 43,8             | 36,2             | 81,0             | 5,7              | 3,2              | 2,4              | 0,6              | 16,4             | Не участвовал  | Не участвовал  | Не участвовал  | Не участвовал  | Не участвовал  | Не участвовал  | Не участвовал  | Не участвовал  | Не участвовал  | Не участвовал  | Не участвовал  |
| 2024/25                                                                                  | Солт-Лейк-Сити Старз | 17               | 16               | 31,6             | 43,9             | 41,3             | 73,3             | 5,4              | 4,6              | 1,2              | 0,6              | 27,1             | Не участвовал  | Не участвовал  | Не участвовал  | Не участвовал  | Не участвовал  | Не участвовал  | Не участвовал  | Не участвовал  | Не участвовал  | Не участвовал  | Не участвовал  |
|                                                                                          | Всего                | 62               | 28               | 25,6             | 45,5             | 39,9             | 76,1             | 4,7              | 3,3              | 1,5              | 0,4              | 17,1             | Не участвовал  | Не участвовал  | Не участвовал  | Не участвовал  | Не участвовал  | Не участвовал  | Не участвовал  | Не участвовал  | Не участвовал  | Не участвовал  | Не участвовал  |
| Наведите курсор мыши на аббревиатуры в заголовке таблицы, чтобы прочесть их расшифровку. |                      |                  |                  |                  |                  |                  |                  |                  |                  |                  |                  |                  |                |                |                |                |                |                |                |                |                |                |                |

### Статистика в NCAA
| Сезон | Команда                   | Conf                      | Class                     | GP  | GS | MPG  | FG%  | 3P%  | FT%  | RPG | APG | SPG | BPG | PPG  |
| --- | ------------------------- | ------------------------- | ------------------------- | --- | -- | ---- | ---- | ---- | ---- | --- | --- | --- | --- | ---- |
| 2018/19 | Калифорния Стэйт Нортридж | Big West                  | FR                        | 18  | 2  | 14,3 | 41,7 | 33,3 | 50,9 | 2,5 | 2,1 | 0,9 | 0,1 | 3,9  |
| 2019/20 | Калифорния Стэйт Нортридж | Big West                  | SO                        | 32  | 23 | 29,5 | 45,5 | 36,0 | 69,7 | 5,8 | 2,9 | 1,7 | 0,4 | 10,7 |
| 2020/21 | Оклахома                  | Big 12                    | JR                        | 23  | 17 | 28,7 | 42,2 | 32,1 | 63,5 | 5,4 | 2,3 | 1,9 | 0,3 | 8,1  |
| 2021/22 | Оклахома                  | Big 12                    | SR                        | 26  | 23 | 29,0 | 42,3 | 32,3 | 63,8 | 4,1 | 1,7 | 1,3 | 0,2 | 10,0 |
| 2022/23 | УНЛВ                      | MWC                       | SR                        | 32  | 32 | 30,9 | 41,4 | 28,6 | 77,8 | 5,1 | 3,4 | 1,6 | 0,2 | 19,1 |
| Всего | Всего                     | Всего                     | Всего                     | 131 | 97 | 27,5 | 42,6 | 31,1 | 69,9 | 4,8 | 2,6 | 1,5 | 0,2 | 11,2 |
| Калифорния Стэйт Нортридж | Калифорния Стэйт Нортридж | Калифорния Стэйт Нортридж | Калифорния Стэйт Нортридж | 50  | 25 | 24,0 | 44,9 | 35,6 | 63,8 | 4,6 | 2,6 | 1,4 | 0,3 | 8,3  |
| Оклахома | Оклахома                  | Оклахома                  | Оклахома                  | 49  | 40 | 28,8 | 42,3 | 32,2 | 63,6 | 4,7 | 2,0 | 1,6 | 0,2 | 9,1  |
| УНЛВ | УНЛВ                      | УНЛВ                      | УНЛВ                      | 32  | 32 | 30,9 | 41,4 | 28,6 | 77,8 | 5,1 | 3,4 | 1,6 | 0,2 | 19,1 |
| Наведите курсор мыши на аббревиатуры в заголовке таблицы, чтобы прочесть их расшифровку Статистика приведена с сайта sports-reference.com |                           |                           |                           |     |    |      |      |      |      |     |     |     |     |      |

### Статистика в других лигах
| Сезон | Команда           | Лига             | GP | GS | MPG  | FG%  | 3P%  | FT%  | RPG | APG | SPG | BPG | PFL | TOV | PPG  |
| --- | ----------------- | ---------------- | -- | -- | ---- | ---- | ---- | ---- | --- | --- | --- | --- | --- | --- | ---- |
| 2023/24 | Саскатун Рэттлерс | Чемпионат Канады | 10 | 10 | 31,9 | 39,7 | 18,0 | 73,3 | 6,9 | 5,2 | 1,8 | 0,4 | 2,5 | 2,6 | 17,3 |
| Всего | Всего             | Всего            | 10 | 10 | 31,9 | 39,7 | 18,0 | 73,3 | 6,9 | 5,2 | 1,8 | 0,4 | 2,5 | 2,6 | 17,3 |
| Наведите курсор мыши на аббревиатуры в заголовке таблицы, чтобы прочесть их расшифровку Статистика приведена с сайта basketball.realgm.com |                   |                  |    |    |      |      |      |      |     |     |     |     |     |     |      |